# Damian Walczak
Damian Walczak (né le 29 juillet 1984) est un coureur cycliste polonais.

## Palmarès
- 2006
  - 3e de Florence-Modène
- 2007
  - 2e de Parme-La Spezia
- 2008
  - Grand Prix San Giuseppe
- 2012
  - Puchar Ministra Obrony Narodowej
  - 3e étape du Tour de Bulgarie

## Classements mondiaux
| Année           | 2005  | 2006 | 2007 | 2008 | 2009 | 2010 | 2011  | 2012 |
| --------------- | ----- | ---- | ---- | ---- | ---- | ---- | ----- | ---- |
| UCI Europe Tour | 1053e |      | 958e | 355e |      |      | 1018e | 207e |